# Don Desiderio (Poniatowski)
Don Desiderio ist eine Opera buffa (Originalbezeichnung: „Dramma giocoso“) in zwei Akten von Józef Michał Poniatowski (Musik) mit einem Libretto von Cassiano Zaccagnini nach dem Lustspiel Don Desiderio disperato per eccesso di buon cuore von Giovanni Giraud. Die Uraufführung fand am 26. Dezember 1840 im Teatro dei Ravvivati in Pisa statt.

## Handlung
Die folgende Inhaltsangabe basiert auf dem Libretto der Urfassung von 1840.

### Kurzfassung
Erster Akt. Don Desiderio wird vom Pech verfolgt. Alles, was er in bester Absicht anfängt, endet im Chaos. Nach dem Tod seines Freundes Riccardo begibt er sich zusammen mit dem Notar Don Curzio zum Landhaus von Riccardos Frau Placida, um sie darüber zu informieren. Das Paar lebt seit sechs Jahren getrennt. Vor der Ankunft im Dorf überschlägt sich die Kutsche, und Desiderio und der leicht verletzte Curzio müssen die Reise zu Fuß fortsetzen. Als sie in der dunklen Nacht eintreffen, wecken sie versehentlich den schlafenden Diener Matteo und unterbrechen ein Rendezvous von Placidas Tochter Angiolina mit ihrem Geliebten Federigo. Anschließend berichtet Desiderio der Witwe mit einiger Mühe vom Tod ihres Mannes. Trotz seiner Versuche, ihr diese Nachricht schonend beizubringen, ist Placida so erschüttert, dass Desiderio erst Wasser und dann einen Arzt holen will. Beides gelingt ihm nicht. Stattdessen bringt er Angiolina gegen sich auf, da der Arzt einer ihrer Verehrer ist. Curzio verdirbt sich den Magen, als Matteo sein Essen mit Desiderios Abführmittel statt mit Salz würzt. Da Desiderio noch am selben Tag wieder zurück nach Rom fahren will, besteht er darauf, das Testament sofort verlesen zu lassen. Darin wird Placida wie erwartet zur Erbin eingesetzt – doch nur unter der Bedingung, dass sie das Testament erst nach Ablauf von 24 Stunden öffne. Desiderio hat sie mit seiner Eile also um ihr Erbe gebracht.
Zweiter Akt. Verzweifelt über sein Missgeschick will sich Desiderio selbst töten. Curzio und die Bauern können ihn gerade noch davon abhalten. Curzio macht Angiolina den Vorschlag, ihre Mutter mit dem wohlhabenden Desiderio zu verkuppeln, damit sie selbst Federigo heiraten kann. Da Desiderio gerade beschlossen hat, Placida sein gesamtes Vermögen zu überschreiben, ist dies auch für ihn eine gute Lösung, sein Gesicht zu wahren. Als sie Placida diese Idee schmackhaft machen wollen, taucht der vermeintlich verstorbene Riccardo quicklebendig wieder auf. Sein Tod hat sich als kurze Ohnmacht herausgestellt. Er versöhnt sich wieder mit Placida und gibt Angiolina und Federigo seinen Segen.

### Erster Akt
Ländliche Gegend zwischen Rom und Genzano mit mehreren Häusern; Nacht
Szene 1. Die Kutsche von Don Desiderio und dem Notar Don Curzio ist umgestürzt. Einige Bauern eilen herbei, um den beiden zu helfen. Desiderio entschuldigt sich bei Curzio für den Unfall. Sie begeben sich zu Fuß zum nahegelegenen Landhaus Placidas.
Saal im Haus von Placida; Nacht
Szene 2. Der Diener Matteo schimpft über seine Arbeit im Haus Placidas, die bereits vor sechs Jahren von ihrem Mann Riccardo verlassen wurde. Weil ihre Tochter Angiolina verliebt ist, soll er die ganze Nacht Wache halten. Er schläft völlig übermüdet ein.
Szene 3. Angiolina nutzt die Unaufmerksamkeit des Dieners für ein Rendezvous mit ihrem Geliebten Federigo. Ihr Stelldichein wird jedoch gestört, als Curzio und Desiderio eintreffen.
Szene 4. Desiderio löscht versehentlich seine Lampe aus, sodass sich die beiden völlig im Dunkeln befinden und erst einmal abwarten müssen. Als Desiderio nach einer Sitzgelegenheit sucht, stolpert er über den schlafenden Matteo. Angiolina und Federigo geben sich zu erkennen. Desiderio informiert sie über den Tod von Angiolinas Vater Riccardo – den Grund für sein und Curzios Kommen.
Szene 5. Jetzt erscheint auch Placida, und Desiderio erzählt ihr nach einigem Zögern, wie ihr Mann durch einen Asthma-Anfall ums Leben kam: Ein Schrei, eine Grimasse, drei Tritte, und er sei tot gewesen. Curzio meint, der einzige Trost für eine Witwe sei das Testament des Verstorbenen. Dieses hat er mitgebracht.
Szene 6. Matteo bedauert den armen Desiderio, der immer das Beste wolle, dem aber immer alles misslinge. Soeben habe er sechs Tassen, zwanzig Teller und eine Schüssel zerbrochen, als er Wasser holen wollte.
Szene 7. Desiderio bittet Matteo, eine Mahlzeit für Curzio vorzubereiten. Er selbst will unterdessen einen Arzt für Placida holen, die die Nachricht vom Tod ihres Mannes extrem schlecht aufgenommen hat.
Szene 8. Federigo macht sich Gedanken über seine erhoffte Hochzeit mit Angiolina, für die er bereits seinen Vater um Einverständnis gebeten hat.
Szene 9. Desiderio hat den Arzt Don Lucio nicht angetroffen. Man hat ihm gesagt, er sei zu einem Dorfbewohner gegangen, um diesen zur Ader zu lassen. Daraufhin wirft Angiolina Desiderio vor, ein Kuppler, Lügner und Narr zu sein. Don Lucio sei schließlich eifersüchtig auf Federigo. Desiderio weist die Vorwürfe zurück und reicht Angiolina und Federigo zum Zeichen der Freundschaft die Hand.
Szene 10. Placida meint, Federigo könne durchaus eines Tages Angiolinas Hand erhalten, doch jetzt sei es noch zu früh dazu.
Szene 11. Curzio beklagt sich bei Desiderio über Bauchschmerzen, die er auf Matteos versalzenes Essen zurückführt. Desiderio lässt Matteo sofort kommen.
Szene 12. Matteo gibt zu, dass das Salz in der Küche aufgebraucht war. Er habe aber noch welches in einem Topf gefunden und dieses genutzt. Desiderio klärt ihn darüber auf, dass es sich um ein Abführmittel gehandelt habe.
Szene 13. Die Bauern der Umgebung treffen ein, um der Verlesung des Testaments beizuwohnen und ihrem Landherrn die letzte Ehre zu erweisen. Desiderio versichert Placida, dass sie die alleinige Erbin sei. Er möchte die Formalitäten schnell erledigen, da er noch am selben Abend wieder in Rom sein will. Angiolina und Federigo fungieren als Zeugen. Als der Notar Curzio das Testament verliest, muss er schon nach wenigen Sätzen wegen seiner Magenkrämpfe unterbrechen, bevor er verkündet, dass Desiderio das alte Teleskop bekommen soll und dem armen Matteo und den Bauern alle Schulden erlassen werden. Den Abschluss des Testaments bildet Riccardos Erklärung, dass sein Erbe vollständig an das Waisenhaus gehe, falls Placida das Testament vor Ablauf von 24 Stunden öffnet. Dies sei ein Beweis dafür, dass sie ihn nicht wirklich liebe. Da Desiderio es so eilig hatte, ist dieser Fall nun eingetroffen. Alle verfluchen ihn.

### Zweiter Akt
Garten
Szene 1. Curzio und die Bauern bemitleiden Desiderio, der immer nur Pech zu haben scheint. Sie ziehen sich etwas zurück, um zu beobachten, was er als Nächstes tut.
Szene 2. Don Desiderio will sich aus Verzweiflung mit Rattengift selbst töten. Curzio und die Bauern verhindern dies im letzten Moment. Curzio rät ihm, Placida seine Qualen zu offenbaren und sie um Vergebung zu bitten.
Saal im Haus von Placida
Szene 3. Angiolina glaubt, nach dem Verlust des Erbes werde sie Federigo niemals heiraten können, da sein Vater ihm dies nicht erlauben werde. Curzio tröstet sie mit einem Vorschlag: Ihre Mutter solle einfach den vermögenden Desiderio heiraten. Dann sei das Problem gelöst. Er selbst werde beide Eheverträge aufsetzen.
Szene 4. Federigo freut sich, dass sein Vater der Heirat zugestimmt hat.
Szene 5. Der zutiefst niedergeschlagene Desiderio überlegt, wie er den Schaden wiedergutmachen kann.
Szene 6. Desiderio teilt Federigo mit, dass er Angiolina und Placida seinen gesamten Besitz überschreiben wolle. Curzio solle einen entsprechenden Vertrag aufsetzen.
Szene 7. Curzio unterbreitet Placida und Angiolina Desiderios Angebot und ergänzt, die Welt könne dies leichter verstehen, wenn Placida ihn zum Schein heirate. Alle bitten sie, darauf einzugehen.
Szene 8 „ultima“. Da erscheinen Matteo und einige Dorfbewohner mit dem vermeintlich verstorbenen Riccardo, der lediglich für einige Zeit in Ohnmacht gefallen war. Er und Placida versöhnen sich wieder, Desiderio wird sein Missgeschick vergeben, und Riccardo gibt der Verbindung seiner Tochter mit Federigo seinen Segen.

## Gestaltung

### Orchester
Der Liste der Ausführenden („Professori d’orchestra“) im Libretto von 1840 zufolge besteht das Orchester aus den folgenden Instrumenten:
- Holzbläser: Flöten (auch Piccolo), Oboen (auch Englischhorn), Klarinetten („Clarino“), Fagotte
- Blechbläser: Hörner, Trompeten, Posaunen
- Pauken
- Streicher: Violinen 1, Violinen 2, Bratschen, Violoncelli, Kontrabässe

### Musiknummern

Titelblatt des Klavierauszugs, Paris 1858

Der Klavierauszug von 1858 enthält die folgenden Musiknummern:
Erster Akt
- Sinfonia
- Introduktion
- Nr. 1. Chor, Szene und Duett (Bass, Bariton): „Che cos’è, che cos’è“
- Nr. 2. Cavatine (Sopran): „Al pensier del mio tesor“
- Nr. 3. Duett (Sopran, Tenor): „Di, che m’ami“
- Nr. 4. Sextett (Sopran, Mezzosopran, Tenor, drei Bässe): „Se non chiudete in petto“
- Nr. 5. Arie (Bass): „E la morte un ombra“
- Nr. 6. Chor: „Se spento è il padrone“
- Nr. 7. Finale I: „Le consuete forme“

Zweiter Akt
- Nr. 8. Introduktion und Arie (Bass): „Don Desiderio misero“
- Nr. 9. Duett (Tenor, Bass): „Di te, da ver“
- Nr. 10. Szene und Romanze (Tenor): „Il consenso del Padre“
- Nr. 11. Chor: „Matteo, Matteo“
- Nr. 12. Rondo finale (Sopran): „Cara madre alla tua figlia“

## Werkgeschichte
Das Libretto von Józef Michał Poniatowskis Don Desiderio stammt von Cassiano Zaccagnini. Es basiert auf dem Lustspiel („Commedia di carattere“) Don Desiderio disperato per eccesso di buon cuore von Giovanni Giraud aus dem Jahr 1808. Dieser Text war zuvor schon von den Komponisten Giuseppe Mosca (Neapel 1816), Francesco Morlacchi (Dresden 1829) und Giuseppe Curcio (Venedig 1838) genutzt worden.
Die Uraufführung fand am 26. Dezember 1840 im Teatro dei Ravvivati in Pisa statt. Es sangen Amalia Mattioli (Angiolina), Fausta Piombanti (Placida), Daniello Leoncini (Riccardo), Cesare Sangiorgi (Federigo), Gennaro Luzio (Don Desiderio), Domenico Raffaelli (Don Curzio) und Giovanni Battista Mondei (Matteo). Das Bühnenbild stammte von Francesco Gianni, die Kostüme von Alessandro Lanari.
Das Stück hatte großen Erfolg. Weitere Produktionen gab es 1841 in Venedig (Teatro San Benedetto) und Bologna (Teatro Comunale), 1842 in Vicenza (Teatro Berico) und Rom (Teatro Metastasio), 1844 in Cesena (Teatro Masini), Siena (Teatro dei Rinnovati) und Neapel (Teatro Nuovo), 1845 in Palermo (Teatro Carolino), 1847 in Malta und 1858 in Paris (Théâtre-Italien). Grove Music Online nennt außerdem Aufführungen in Florenz, Mailand und Livorno. 1878 wurde es in polnischer Sprache in Lwiw (Lemberg) gespielt.
Gioachino Rossini besuchte 1858 die von Poniatowski selbst geleitete Generalprobe der Pariser Aufführung. Er blieb die ganze Zeit und lobte den Komponisten häufig. Nach dem Sextett des ersten Akts nahm er dessen Hand und bemerkte zweideutig: „Man kann genau sehen, daß Sie die großen Meister ernstlich studiert haben. Cimarosa kann zufrieden sein!“
Eine Wiederbelebung gab es am 9. Juli 2016 als konzertante Aufführung in Krakau. 2018/2019, 140 Jahre nach der ersten polnischen Produktion in Lwiw, wurde in Bytom eine Inszenierung in der italienischen Originalsprache gezeigt. Die musikalische Leitung hatte Jakub Kontz. Regie führte Ewelina Pietrowiak. Bühne und Kostüme stammten von Aleksandra Gąsior. Ein Video-Mitschnitt wurde auf YouTube bereitgestellt.

## Aufnahmen
- 2016 – Krzysztof Słowiński (Dirigent), Sinfonia Iuventus, Chor der Karol-Szymanowski-Philharmonie Krakau.
 Joanna Woś (Angiolina), Vera Baniewicz (Placida), Wojciech Parchem (Riccardo), Ondrej Šaling (Federigo), Stanislav Kuflyuk (Don Desiderio), Krzysztof Szumański (Don Curzio), Sebastian Szumski (Matteo).
 Live, konzertant vom 12. Polnischen Musikfestival 2016.
 Agencja Ars Operae SMP201709 (CD).[14]
- 20. Oktober 2018 – Jakub Kontz (Dirigent), Ewelina Pietrowiak (Regie), Aleksandra Gąsior (Bühne und Kostüme), Karolina Gębska (Licht), Orchester und Chor der Schlesischen Oper Bytom.
 Joanna Woś (Angiolina), Iwona Noszczyk (Placida), Juliusz Ursyn-Niemcewicz (Riccardo), Adam Sobierajski (Federigo), Stanislav Kuflyuk (Don Desiderio), Szymon Komasa (Don Curzio), Bogdan Kurowski (Matteo).
 Video; live aus der Schlesischen Oper in Bytom, 20. Oktober 2018.
 Videostream auf YouTube.[13]

## Digitalisate
- Klavierauszug, Léon Escudier, Paris 1858. Digitalisat bei Gallica
- Libretto (italienisch), Pisa 1840. Digitalisat der Library of Congress
- Libretto (italienisch), Bologna 1841. Digitalisat des Münchener Digitalisierungszentrums
- Libretto (italienisch), Rom 1842. Digitalisat im Internet Archive
- Libretto (italienisch), Siena 1843. Digitalisat der Library of Congress
- Libretto (italienisch), Neapel 1844. Digitalisat im Internet Archive
- Libretto (italienisch), Palermo 1845. Digitalisat im Internet Archive
- Libretto (polnisch), Lwiw 1878. Digitalisat auf polona.pl
- Giovanni Giraud: Commedie. Band 5, Mailand 1825. Digitalisat bei Google Books